# Helenów (gmina Wołomin)
Helenów – wieś w Polsce położona w województwie mazowieckim, w powiecie wołomińskim, w gminie Wołomin. Ma status sołectwa.
| SIMC    | Nazwa  | Rodzaj    |
| ------- | ------ | --------- |
| 1060429 | Nowiny | część wsi |

W latach 1975–1998 miejscowość należała administracyjnie do województwa warszawskiego.
Mieszkańcami Helenowa byli Józef i Józefa Dmochowie oraz Jan Kowalski, którzy w 1943 zostali zabici przez Niemców za pomaganie Żydom.
Wieś jest siedzibą rzymskokatolickiej parafii św. Faustyny Kowalskiej w Helenowie.